# Рєчка (притока Бистрого потоку)
Рєчка  (словац. Riečka) — річка; ліва притока Бистрого потоку, протікає в окрузі Детва.
Довжина приблизно 6.0-6.5 км. Витік знаходиться в масиві Поляна (геоморфологічна підодиниця Висока Поляна) — на висоті приблизно 1100-1110 метрів.
Протікає територією міста Гріньова. Впадає у Бистрий потік на висоті приблизно 480-490 метрів.